# ONLY YOU (大槻ケンヂのアルバム)
『ONLY YOU』（オンリー・ユー）は筋肉少女帯のボーカル、大槻ケンヂのファースト・アルバム。

## 解説
1995年3月8日発売。規格品番はMVCD-19。
ソロ初のアルバム。収録曲は全て大槻がリスペクトするミュージシャンの楽曲のカバー。

## 収録曲
1. オンリー・ユー
  - （作詞：田口トモロヲ 作曲：ばちかぶり 編曲：ばちかぶり・中山努）
  - ばちかぶりのカバー。先行シングルとして1995年2月22日に発売。
  - 大槻曰く、本気で紅白出場を狙うつもりで作ったが[2]、「ビッグヒットとはならなかった」曲[3]。
2. タンゴ
  - （作詞・作曲：江戸アケミ　編曲：暗黒大陸じゃがたら・中山努）
  - 暗黒大陸じゃがたらのカバー。
3. もうがまんできない
  - （作詞・作曲：江戸アケミ　編曲：OTO・中山努）
  - JAGATARAのカバー。
4. 未青年
  - （作詞：田口トモロヲ　作曲：ばちかぶり　編曲：ばちかぶり・中山努）
  - ばちかぶりのカバー。
  - のちに大槻とバンド・特撮を結成するNARASAKI率いるCOALTAR OF THE DEEPERSが演奏を担当。
5. ロマンチスト
  - （作詞：遠藤みちろう 作曲：遠藤みちろう 編曲：THE STALIN・中山努）
  - ザ・スターリンのカバー。
6. カレーライス
  - （作詞・作曲・編曲：遠藤賢司）
  - 遠藤賢司のカバー。
7. とん平のヘイ・ユウ・ブルース
  - （作詞：郷伍郎　作曲：望月良道　編曲：深町純・中山努）
  - 左とん平のカバー。
8. 私はみまちゃん
  - （作詞：大槻ケンヂ　作曲：内田雄一郎　編曲：中山努）
  - 空手バカボンのセルフカバー。
9. メシ喰うな
  - （作詞・作曲：町田町蔵　編曲：鈴木健一・和嶋慎治）
  - INUのカバー。
10. 屋根の上の猫
  - （作詞・作曲：中村治雄　編曲：中村治雄・中山努）
  - PANTA & HALのカバー。
11. BYE-BYE
  - （作詞・作曲：有頂天　編曲：中山努）
  - 有頂天のカバー。
12. オンリー・ユー（アンプラグド）
  - （作詞：田口トモロヲ　作曲：ばちかぶり　編曲：真心ブラザーズ）